# Західне Південно-Східне Малуку
Західне Південно-Східне Малу́ку (індонез. Maluku Tenggara Barat) — один з 9 округів у складі провінції Малуку у складі Індонезії. Адміністративний центр — селище Саумлакі у районі Південний Танімбар.
Населення — 122221 особа (2012; 110339 в 2011, 105341 в 2010).

## Історія
2008 року від округу були відокремлені деякі райони, які утворили окремий округ Південно-Західне Малуку — Острів Бабар, Східний Острів Бабар, Мндона-Хієра, Острів Летті, Моа-Лакор, Острів Терселатан, Дамер та Ветар.
2011 року був утворений новий район зі складу району Вуар-Лабобар — Молу-Мару.

## Адміністративний поділ
До складу округу входять 10 районів, 5 селищ та 74 села:
| Райони             | Площа, км² | Населення, осіб (2010) | Населення, осіб (2012) | Центр      | Селища | Села |
| ------------------ | ---------- | ---------------------- | ---------------------- | ---------- | ------ | ---- |
| Вер-Мактіан        | 2941,16    | 10905                  | 11423                  | Каматубун  | 0      | 9    |
| Вер-Тамріан        | 1298,45    | 9708                   | 10168                  | Атубул-Рая | 1      | 7    |
| Вуар-Лабобар       | 654,74     | 9907                   | 7470                   | Абат       | 0      | 9    |
| Кормомолін         | 933,16     | 5921                   | 6202                   | Меяно-Рая  | 0      | 11   |
| Молу-Мару          | -          | -                      | 2907                   | Ваданкау   | 0      | 5    |
| Нірунмас           | 1468,30    | 7044                   | 7378                   | Ватмурі    | 0      | 5    |
| Селару             | 826,26     | 12249                  | 12830                  | Адаут      | 0      | 7    |
| Танімбар Південний | 825,69     | 31571                  | 33070                  | Саумлакі   | 3      | 8    |
| Танімбар Північний | 1075,74    | 13226                  | 13853                  | Рітабел    | 1      | 7    |
| Яру                | 79,42      | 4810                   | 5038                   | Ромеан     | 0      | 6    |

## Найбільші населені пункти
| Населений пункт | Населення, осіб (2010) |
| --------------- | ---------------------- |
| Саумлакі        | 12 452                 |
| Оліліт          | 5 723                  |
| Адаут           | 4 802                  |
| Рітабел         | 3 480                  |
| Сіфнана         | 2 864                  |
| Каматубун       | 2 382                  |
| Латдалам        | 2 318                  |
| Лауран          | 2 144                  |
| Атубул-Рая      | 2 105                  |
| Рідоол          | 2 068                  |